# Phalangopsis speluncae
Phalangopsis speluncae är en insektsart som först beskrevs av Cândido Firmino de Mello-Leitão 1937. 
Phalangopsis speluncae ingår i släktet Phalangopsis och familjen syrsor. Inga underarter finns listade i Catalogue of Life.